# Гридино (Рязанская область)
Гридино — село в Пителинском районе Рязанской области. Входит в Нестеровское сельское поселение.

## География
Находится в северо-восточной части Рязанской области на расстоянии приблизительно 10 км на запад-юго-запад по прямой от районного центра поселка Пителино на обоих берегах речки Пёт.

## История
Известно, что в 1810 году здесь была построена Богоявленская церковь (ныне заброшена). В 1862 году здесь (тогда село Елатомского уезда Тамбовской губернии) было учтено 149 дворов.

## Население
Численность населения: 1476 человек (1862 год), 2549 (1914), 177 в 2002 году (русские 97 %), 98 в 2010.